# سليمان الحرائري
سليمان بن علي الحرايري الحسني (1824 -30 سبتمبر 1877) عالم تونسي بالعلوم الرياضية والطبيعية والطبية. ولد بتونس، ودرس اللغتين العربية والفرنسية والعلوم الدينية والطب والطبيعيات والرياضيات ثم رحل إلى باريس، فعين أستاذاً للعربية في مدرسة الألسن الشرقية، تولى رئاسة تحرير جريدة «بريجس باريس»

## سيرته
هو أبو الربيع عبده سليمان بن علي الحرائري الحسني ولد في تونس سنة 1241 هـ ينحدر الحرايري من عائلة فارسيّة الأصل، كان جدّه للأب مملوكا أتى به إلى تونس من بلاد فارس أو ربّما من القوقاز، وكان أبوه علي الحرايري يبيع فطير الإسفنج والتمر، لكنه أدخل ابنه سليمان إلى جامع الزيتونة في سنّ مبكّرة لطلب العلم. ولم يلبث الفتى أن تولّى تدريس الحسابيات في رحاب الجامع وليس له من العمر سوى خمسة عشر عاما، كما امتاز الحرايري عن بقيّة أقرانه الشبّان بميله إلى التحرير والتحبير. ولذلك أولاه أحمد باي (1837 - 1855) رئاسة الكتابة بديوانه سنة 1840، وعمره لا يتجاوز عندئذ ستة عشر عاما.
كان محمد معاوية أحد شيوخه بجامع الزيتونة وهو من أعلام الحنفية في تونس وأشهرهم صيتا آنذاك، على حدّ تعبير الحرايري في بعض مصنّفاته «آية في الدراية والرواية، لا يشقّ له فيها غبار، ولا يجاريه أحد في مضمار». وقد قرأ عليه بالخصوص، «قراءة تحقيق وتدقيق»، التلويح لسعد الدين التفتازاني في أصول الفقه.
تأثّر الحرايري بشخصيّة فرنسيّة مسيحيّة وهي شخصيّة القسّ فرانسوا بورغاد الذي قدم إلى تونس في سنة 1841 وعيّن في السنة الموالية واعظا بكنيسة القديس لويس بقرطاج. وما لبث أن بادر إلى تأسيس مدرسة خاصة بنهج سيدي المرجاني بتونس لتعليم أطفال التونسيين من يهود ومسلمين ثمّ حوّلها في سنة 1845 إلى معهد ثانوي أطلق عليه اسم «معهد سان لويس». أما الحرايري فقد كلّفته القنصليّة الفرنسيّة بتونس سنة 1844 بتقديم بعض الدروس في اللّغة العربية لبعض الموظّفين الفرنسيين، وتخرّج على يديه عدد من المترجمين الفرنسيين منهم المترجم الأوّل بالقنصليّة الفرنسية ألفونس روسو (Alphonse Rousseau) الذي ترك عدّة كتب تاريخيّة من أهمّها كتاب الحولّيات التونسيّة (Annales tunisiennes).
وفي سنة 1849، شرع الحرايري في تدريس اللّغة العربية بمعهد القسّ بورغاد. عيّنته القنصليّة الفرنسيّة في سنة 1854 كاتبا بها، واستمرّ في القيام بهذه المهمّة إلى سنة 1856 وهي السّنة التي هاجر فيها إلى باريس حيث كلّف بتدريس اللّغة العربيّة في المدرسة القوميّة للّغات الشرقيّة.

## نشاطه في باريس
في سنة 1858 غادر القسّ فرانسوا بورغاد تونس نهائيا إلى فرنسا. وفي باريس أصدر بورغاد جريدة تحمل اسم «برجيس باريس أنيس الجليس»، وهي جريدة سياسيّة نصف شهريّة ظهرت في شهر ماي 1859 وتولّى رئاسة تحريرها رشيد الدحداح (1814 - 1889). ثم عُهد إلى الحرايري بمهمّة التحرير اعتبارا من شهر جوان 1859، وفي سنة 1861 عرضت للدحداح أشغال مهمّة في تونس في عهد الصادق باي، فسلّم رئاسة تحرير الجريدة إلى سليمان الحرايري الذي استمرّ في الاضطلاع بهذه المهمّة إلى أن احتجبت «برجيس باريس أنيس الجليس» في سنة 1866 إثر وفاة مؤسّسها ومديرها القسّ فرنسوا بورغاد، ونشر فيها قسما من «سيرة عنترة» و «قلائد العقيان» للفتح بن خاقان ثم طبعهما على حدة. ونشر أيضًا بالبرجيس رسالة ألّفها بعنوان: «رسالة في ذمّ ما ارتكبه بعض مسلمي المشرق من البغي على النصارى».
وبعد احتجاب «البرجيس» إثر وفاة الأب بورغاد، حاول الحرايري دون جدوى الحصول على منحة ماليّة من إمبراطور فرنسا نابليون الثالث لإصدار جريدة جديدة تحمل اسم «النسر الممدّن». ولما خابت مساعيه اكتفى بتدريس اللّغة العربيّة بالمدرسة القوميّة للّغات الشرقية وتقديم دروس خاصّة لابنَيْ أخي الوزير الأكبر التونسي مصطفى خزنه دار المقيميْن بباريس.

## آثاره
لقد اهتمّ الحرايري منذ تخرّجه في جامع الزيتونة بالترجمة فشرع منذ سنة 1848 في نقل بعض الكتب من اللّغة الفرنسيّة إلى اللّغة العربيّة، وكان أوّل كتاب عرّبه هو كتاب نويل وشابسال وهذه قئمة لمؤلفاته:
- 1850 – كتاب مسامرة قرطاجنّة للأب بورغاد الذي طبع باللّغة العربيّة في تونس سنة 1850 بالمطبعة الحجريّة التي أسّسها بورغاد. ونشرت طبعة ثانية من هذا الكتاب في باريس سنة 1859 بعنوان مسامرة قرطاجنّة، وهي مناظرة في القرآن والإنجيل بين قاض ومفت وراهب.
- 1850 – المعالجة بمناسبة انتشار داء الوباء بتونس سنة 1850
- 1860 – كتاب نحو لومون الفرنسي (Grammaire française de Lhomond)الذي صدر بباريس.[17]
- 1860 رسالة في القهوة بعنوان القول المحقّق في تحريم البنّ المحرق.
- ونشر في جريدة «برجيس باريس أنيس الجليس» قسما من سيرة عنترة وكتاب قلائد العقيان للفتح بن خاقان، ثم نشرهما على حدة سنة 1860.
- مقامات الشيخ أحمد بن محمد الشهير بابن المعظم" وهو أحد أدباء القرن الثالث عشر الميلادي.
- طرب المسامع في الكلام الجامع، مختارات أدبية من أشعار العرب وقصصهم.

- 1862 – أجوبة الحيارى على قلنسوة النصارى رسالة حول لبس القبّعة (البرنيطة)

- 1862 – رسالة في حوادث الجوّ، أي أسباب الرياح والحرّ والبرد والضباب والرعد والبرق وقوس قزح ونحو ذلك (1862). وقد بذل المؤلّف في هذا الكتاب مجهودا كبيرا لتعريب أسماء الاختراعات الجديدة في ذلك العصر.
- 1867 – عرض البضائع العام وصف فيه معرض باريس الدولي المنتظم في تلك السنة.

## وفاته
توفي في باريس. ودفن بالجناح الإسلامي من مقبرة الأب لاشاز، يوم الأحد 22 رمضان 1294هـ الموافق لـ30 سبتمبر 1877م